# Unterbiberist
Unterbiberist (toponimo tedesco) è una frazione del comune svizzero di Biberist, nel Canton Soletta (distretto di Wasseramt).

## Storia
Fino al 1856 è stato un comune autonomo; nel 1857 è stato accorpato all'altro comune soppresso di Oberbiberist per formare il nuovo comune di Biberist.